# Skyservice
Skyservice Airlines Inc. foi uma companhia aérea canadense sediada em Etobicoke, distrito de Toronto, Ontário, Canadá. Empregava mais de 2000 pessoas. A Skyservice operava voos do Canadá para os Estados Unidos, Caribe, México, Israel e Europa. A companhia iniciou suas operações em 1994.

## História

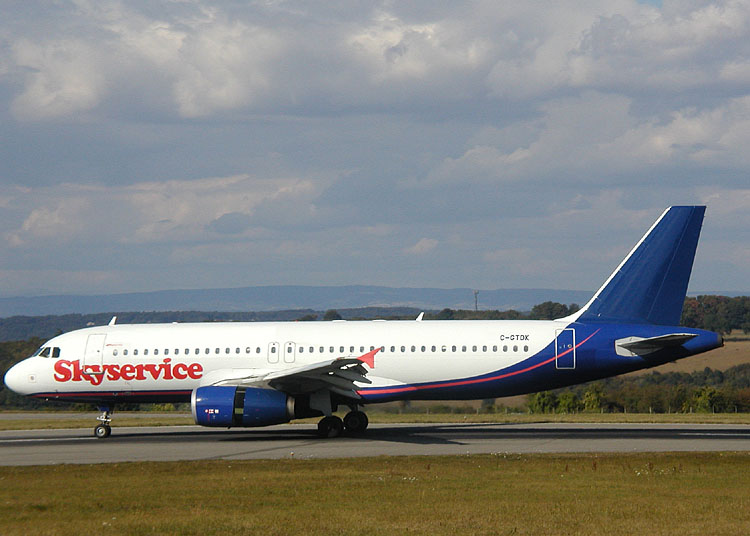
Skyservice Airbus A320.

A companhia aérea foi fundada em 1986. Em 2 de Maio de 2005, Skyservice introduziu um de dois Boeing 767-300 à sua frota, que entrou em serviço nesta data com um voo de Toronto para Puerto Vallarta. A aeronave (utilizada anteriormente pela MyTravel Airways) operou fretamentos no verão de Toronto para o Reino Unido e Europa, e no inverno, voava de Vancouver para o Caribe e México. A Skyservice foi uma dos poucas companhias aéreas que operavam no Canadá, e que ainda ofereciam serviço de bordo.
Em 28 de agosto de 2007, foi vendida participação majoritária da companhia para a empresa de private equity Gibralt Capital Corp, sediada em Vancouver, sem alterações no gerenciamento, operações ou empregados.
Skyservice foi forçada à falência em 31 de Março de 2010, como resultado de uma dívida de US$8,8 milhões com a parceira Sunquest Vacations. O último voo da Skyservice foi de Punta Cana para Winnipeg, foi realizado no mesmo dia.

## Frota
A frota da Skyservice era composta com as seguintes aeronaves em 20 de novembro de 2009:

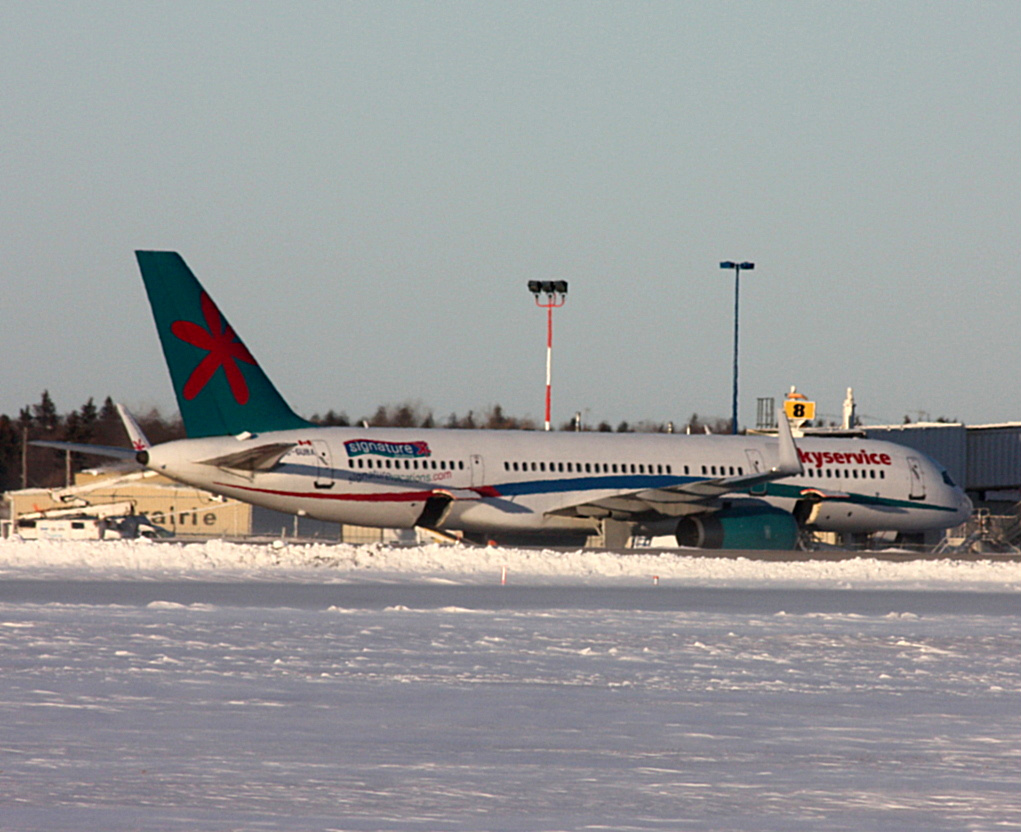
Skyservice B757-200 com winglets no Aeroporto Internacional Regina

| Avião           | Total | Passageiros (Classe Superior/Classe Estrela/Classe Econômica) | Prefixos                               | Notas |
| --------------- | ----- | ------------------------------------------------------------- | -------------------------------------- | --- |
| Airbus A320-200 | 11    | 180 (0/0/180)                                                 | C-GTDP, C-GTDH, C-FZAZ, C-FRAA         | Usado em voos no Norte e Sul americano. |
| Boeing 757-200  | 10    | 233 (0/0/233) 197 (0/36/161) C-GMYH                           | C-GTSJ, C-GTBB, C-GMYH, C-FLOX, C-FFAN | C-GMYH & C-GTBB era equipado com winglets e era usado em voos no Norte e Sul americano e para a Europa. C-FLOX foi concedido à Arkefly durante o verão de 2009. |
| Total           | 21    |                                                               |                                        | |

## Classes
- Classe Econômica
- Classe Estrela
- Classe Superior
- Primeira Classe

## Prêmios e Reconhecimento
A Skyservice foi reconhecida por seu excepcional registro de segurança durante os seus 25 anos de operação, distinguíveis por
a mais alta classificação Platina concedida para a Skyservice pelo Grupo de Pesquisa da Aviação dos Estados Unidos - a mais rígida classificação de segurança operacional na America do Norte.